# 女衒
女衒（ぜげん）は、女性を遊廓など、売春労働に斡旋することを業とした仲介業者である。歴史は古く、古代からこのような職業が存在していたと考えられている。

## 概要

### 業務内容
近世以前は時として人さらい・誘拐を行う人買いと通じていたともいう。人買いが禁止された近世以降は、凶作で生活に窮した貧農の家庭の親権者などから、女性を買い遊廓などに売る、娘身売りの仲介業として生計を立てていた。表向きは、年季奉公の前借金前渡しの証文を作るが、多くの場合本人の自由意思に基づく契約とはいえず、現代の人権感覚からは人身売買に等しいものであった。
彼らのコミッションは身売り額の10%～20%である。吉原を例にとると、身売り額の半分近くが女衒のコミッションをはじめ、交通費、新生活を始めるための家財道具一式の費用、その他、諸経費などに引かれた。

## 職能・職域

### 職能
風来山人の細見「嗚呼御江戸」の跋にあるように、目鼻から爪の先、指のそりよう、あゆみぶりまで注意して、その後価格が定まるから、女性を見る術に秘伝があるとされた。具体的には「鑑定の秘伝、極意」とも呼ばれ、鑑定の評価として極上、上玉、並玉、下玉という格付けがあった。

### 職域
雇人口入と身元保証営業の公認者、または公の周旋業者で主として芸娼妓紹介人といって斡旋するものをいう。荷出し、玉出し、手引きなどという下働きを肝いりといって区別した。広義にはもぐりの周旋業者、紹介人などをも含めて女衒といい、遊廓や岡場所、貸座敷業には必要欠くべからざるものであった。

## 歴史

### 江戸時代
老中松平定信が実権を敷いていた江戸幕府はこれを遺憾とし、寛政7年（1795年）吉原規定証文の作成励行の前、寛政4年5月（1792年6月）に「女衒禁止令」ともいうべき法文を発布、これを以て女衒を単に遊女奉公の口入れにとどめ、「証書の加印を廃止し、廓内に居住させ名主がこれを監督する」という条件で許可を得て存続させた。その一方で加印のある証書は遊女の親族にあらため、女衒の慣習上の権利を剥奪した。この結果、公認・非公認の女衒による合法と非合法の二極化が進行することとなった。
しかし、このようなモグリに対する取締令も効果は薄く、すでに各地に根を張っていた非公認非合法な女衒は法の網をかいくぐって岡場所や宿場女郎を扱い続けた。一方、公認合法な女衒は、天保年間（1831年 - 1845年）には新吉原関係の女衒だけでも廓外の浅草田町や山谷付近に14、5軒の家屋を構えた。その中でも山谷の近江屋三八なる女衒は10余人の子分を使役して自らも各地を奔走し、扱った公娼の遊女は数百人にのぼる。
江戸城下の女衒は、現在の東京都の台東区と荒川区を股をかける山谷地区に多く点在していた。

### 明治時代から現在
明治時代に人身売買禁止法が制定された後も、貧困家庭では女衒により女子の人身売買が続行され、娼婦として売り飛ばされていった（からゆきさん参照）。
1920年ごろから女衒による女子の誘拐や詐欺が横行していることが問題視され、「芸娼妓酌婦紹介業者」という名で免許制度化される。免許を受けた業者は仲介手数料の上限が決められるなど、警察行政の管理に組み込まれていった。公娼制度によって売春が合法化されたことで、売春の斡旋も一定の条件下で合法化された。それでも悪徳な業者による売り飛ばしはなくならず、一部では免許を持った業者が業界を自浄すべく悪徳業者を排除する運動をしたが、その運動も短命に終わった。業者の自浄が成功しなかった背景には無免許の悪徳業者と免許を持った業者が裏で結託していたという事実があった。
大正15年（1926年）に日本は国際連盟の「婦人及児童ノ売買禁止ニ関スル国際条約」を批准しているが、大正、昭和戦前期の日本では内地（本土）の女性以外にも、日本領だった朝鮮や台湾出身の女性を、女衒の仲介を経て慰安婦にしたり、遊廓に売ったりした。
1932、3年に起こった東北恐慌は貧しい東北の農家の娘が遊廓に身売りをするというケースを激増させた。その際東北地方で暗躍したのが女衒で、「東京には良い仕事がある。毎日毎日綺麗な着物を着て白米が食べられる」というような甘い言葉で巧に、女性やその家族を騙し、東京の私娼街に売り飛ばす事件が多発した。
1950年、18歳未満の未成年者を前借金で拘束、事実上の人身売買を行い検挙された仲介者は377人（男性256人、女性121人）。仲介者の全てが女衒と言えるものではないが、未成年者の送り先の55%は売春婦として計上されている。
このような行為は高度成長期初頭まで続くが、昭和34年（1959年）に政府が売春防止法を施行して公娼制度を廃止すると、それと同時に女衒も自然消滅したが、現代でも特定のイベントや映像･写真撮影会等で女性が必要な時、風営法による飲食店・ホテル・テーマパーク、パーティー業者が行う派遣要員による酒席における接待行為等は、一部で芸能事務所（プロダクション）からその人材の斡旋を受けていることがある。 これらは必ずしも違法性を伴うものではないが、現代の女衒と揶揄されることがある。
現在では、上記のような接待行為に係わる人材派遣（特に外国人による接待行為）の仲介業に対して「ヒューマントラフィッキング（英：human tra）」という言葉が使われている。

## 関連書籍
- 『愛しのアイリーン』 - ジャパゆきさん・女衒を扱った漫画書籍
- 『歌舞伎町午前零時／女衒の夜』 （武内晃一）出版社: 河出書房新社
- コミック『女衒～ぜげん～』 出版社: 芳文社
- 『新宿スワン』 - 新宿歌舞伎町の風俗スカウト業、女衒を扱った漫画書籍